# Ropica brunnea
Ropica brunnea là một loài bọ cánh cứng trong họ Cerambycidae.